# Wertminderung
Unter Wertminderung (englisch Impairment) versteht man im Rechnungswesen den Betrag, um den der aktuelle Wert eines Vermögensgegenstands zu einem bestimmten Zeitpunkt unter seinem anfänglichen Buchwert liegt.

## Allgemeines
Aktivierte Vermögensgegenstände wie Sachanlagevermögen, Finanzanlagen und große Teile des Umlaufvermögens (außer Kassenbestand in Inlandswährung) unterliegen einem Wertschwankungsrisiko, das in der Gefahr besteht, dass die ursprünglichen Anschaffungs- oder Herstellungskosten während der Bestandshaltung unterschritten werden. Da Fremdwährungskredite einem Währungsrisiko unterliegen, können auch sie von einer Wertminderung betroffen sein. Dann stellt sich bei der Bilanzierung am Bilanzstichtag die Frage, wie hiermit zu verfahren ist. Würde man bei Vermögenswerten den ursprünglichen höheren Buchwert trotz eingetretener Wertminderung beibehalten, so würde das betriebliche Vermögen in der Bilanz zu hoch ausgewiesen und zudem auch durch Nichtberücksichtigung eines Bewertungsverlustes in der Gewinn- und Verlustrechnung der Gewinn zu hoch oder der Verlust zu niedrig ausfallen. Bei Fremdwährungsschulden gilt dies umgekehrt, eine Wertminderung ist in der wechselkursbedingten Erhöhung der Schulden zu sehen. Die Beibehaltung ursprünglicher Buchwerte würde dem Grundsatz der Bilanzwahrheit widersprechen.

## Ursachen
Wertminderungen können sich auf Aktiva und Passiva ergeben aus allgemeinen Wirtschafts- und Finanzkrisen, Katastrophen oder technischem Fortschritt, individuellem Marktpreis- oder Kursverfall oder Alterswertminderungen oder sonstigem Lagerrisiko. Ist eine Wertminderung eingetreten, so kann ihre voraussichtliche Dauer von Interesse sein. Allein Höhe und Art der Wertminderung können einen Hinweis auf ihre voraussichtliche Dauer liefern.

## Arten
Das Handelsrecht unterscheidet in § 253 Abs. 3 HGB zwischen voraussichtlich dauernder und voraussichtlich nicht dauernder Wertminderung, ohne für diesen unbestimmten Rechtsbegriff Abgrenzungsregeln zu schaffen. Auch in der Steuerbilanz kann der niedrigere Teilwert nach § 6 Abs. 1 Nr. 1 Satz 2 und Nr. 2 Satz 2 EStG nur angesetzt werden, wenn eine voraussichtlich dauernde Wertminderung vorliegt. In solchen Fällen ordnet § 6 Abs. 1 Nr. 1 Satz 4 und Nr. 2 Satz 3 EStG ein striktes Wertaufholungsgebot an. Die voraussichtlich dauernde Wertminderung ist eine Minderung des beizulegenden Werts (steuerrechtlich: Teilwert), die einerseits nicht endgültig sein muss, andererseits aber nicht nur vorübergehend sein darf. Ob eine Wertminderung „voraussichtlich dauernd“ ist, muss unter Berücksichtigung der Eigenart des jeweils in Rede stehenden Wirtschaftsguts beurteilt werden. In der Fachliteratur galt eine Wertminderung als dauerhaft, wenn sie für mindestens 50 % der Restnutzungsdauer oder länger als 5 Jahre fortbesteht.
Das Bundesministerium der Finanzen hat sich mit Schreiben vom 16. Juli 2014 zu dieser Problematik geäußert und dabei einige Urteile des Bundesfinanzhofs (BFH) berücksichtigt. Bei abnutzbarem Anlagevermögen liegt dem BFH zufolge eine voraussichtlich dauernde Wertminderung vor, wenn der Wert des jeweiligen Wirtschaftsguts zum Bilanzstichtag mindestens für die halbe Restnutzungsdauer unter dem planmäßigen Restbuchwert liegt. Festverzinsliche Wertpapiere können ausnahmsweise nur bei einem Bonitäts- oder Liquiditätsrisiko des Emittenten unter ihren Nennwert abgeschrieben werden, da sie ansonsten zu diesem bei Fälligkeit eingelöst werden können. Bei börsennotierten Aktien ist von einer voraussichtlich dauernden Wertminderung auszugehen, wenn der Börsenwert zum Bilanzstichtag unter denjenigen im Zeitpunkt des Aktienerwerbs gesunken ist und der Kursverlust die Bagatellgrenze von 5 % der Notierung bei Erwerb überschreitet. Kursänderungen zwischen dem Bilanzstichtag und dem Zeitpunkt der Aufstellung der Bilanz sind demnach nicht werterhellend und daher grundsätzlich nicht zu berücksichtigen. Forderungen können, wenn am Bilanzstichtag überwiegend wahrscheinlich ist, dass sie nur zu einem bestimmten Prozentsatz bedient werden können, auf diesen abgeschrieben werden. Fremdwährungsverbindlichkeiten sind unter Berücksichtigung der im zitierten BMF-Schreiben für das Aktivvermögen aufgestellten Grundsätze zu bewerten. Eine voraussichtlich dauernde Erhöhung des Kurswertes einer Verbindlichkeit liegt demnach nur bei einer nachhaltigen Erhöhung des Wechselkurses gegenüber dem Kurs bei Entstehung der Verbindlichkeit vor. Hält eine Wechselkurserhöhung im Zusammenhang mit einer Verbindlichkeit des laufenden Geschäftsverkehrs bis zum Zeitpunkt der Aufstellung der Bilanz oder dem vorangegangenen Tilgungszeitpunkt an, ist davon auszugehen, dass die Werterhöhung voraussichtlich von Dauer ist (Rn. 35).
Eine Änderung ist voraussichtlich nachhaltig, wenn hiermit aus der Sicht des Bilanzstichtages aufgrund objektiver Anzeichen ernsthaft zu rechnen ist (Rn. 5). Wertminderungen aus besonderem Anlass (zum Beispiel Katastrophen oder technischer Fortschritt) sind regelmäßig von Dauer. Eine voraussichtlich dauernde Wertminderung bedeutet ein voraussichtlich nachhaltiges Absinken des Werts des Wirtschaftsguts unter den maßgeblichen Buchwert. Nachhaltigkeit liegt voraussichtlich vor, wenn am Bilanzstichtag aus der Sicht eines sorgfältigen und gewissenhaften Kaufmanns mehr Gründe für als gegen eine Nachhaltigkeit sprechen (Rn. 6). Grundsätzlich ist von einer voraussichtlich dauernden Wertminderung auszugehen, wenn der Wert des Wirtschaftsguts die Bewertungsobergrenze während eines erheblichen Teils der voraussichtlichen Verweildauer im Unternehmen nicht erreichen wird. Werterhellende Erkenntnisse sind bis zur Bilanzaufstellung noch zu berücksichtigen, wertbegründende Erkenntnisse dagegen nicht.

## Folgen
Um dem Niederstwertprinzip zu genügen, sind Wertminderungen streng danach zu unterscheiden, ob sie im Anlage- oder Umlaufvermögen stattfinden. Die Wertminderung durch eine außerplanmäßige Abschreibung (niedrigerer Teilwert) kann bei Gegenständen des Anlagevermögens regelmäßig nur bei voraussichtlich dauernder Wertminderung vorgenommen werden (§ 253 Abs. 3 Satz 3 HGB), während sie bei Finanzanlagen unabhängig von einer solchen zulässig ist (§ 253 Abs. 3 Satz 4 HGB; gemildertes Niederstwertprinzip). Im Umlaufvermögen hingegen gilt das strenge Niederstwertprinzip, wonach regelmäßig der niedrigere Wert am Bilanzstichtag anzusetzen ist (§ 253 Abs. 4 HGB).
Ist eine Wertminderung eingetreten, wird der Buchwert des Vermögenswertes entweder unmittelbar oder durch die Bildung einer Wertberichtigung gemindert. Wird eine Wertminderung im Jahresabschluss nicht erfasst, weil das Gesetz dies nicht erzwingt, führt diese Nichterfassung zur Bildung einer stillen Last.

## International
Um nicht vorhersehbare Wertminderungen handelt es sich, wenn diese nicht durch planmäßige Abschreibungen erfasst werden. Ein Unternehmen hat an jedem Bilanzstichtag zu ermitteln, ob objektive Hinweise darauf schließen lassen, dass eine Wertminderung eines finanziellen Vermögenswertes oder einer Gruppe von finanziellen Vermögenswerten vorliegt (IAS 39.58). Nach IAS 36.1 soll sichergestellt werden, dass ein Vermögenswert nicht höher als mit seinem erzielbaren Betrag (englisch Recoverable amount) bewertet ist. Nach IAS 36.59 liegt eine Wertminderung vor, wenn der erzielbare Erlös eines Vermögensgegenstandes unter seinem aktuellen Buchwert (englisch Carrying amount) liegt. Eine außerplanmäßige Abschreibung auf den erzielbaren Betrag ist unabhängig von der zu erwartenden Dauer dieser Wertminderung vorzunehmen (IAS 36.BCZ96-97).
Ein Werthaltigkeitstest wird grundsätzlich für jeden Vermögensgegenstand durchgeführt, sobald sich interne oder externe Anzeichen einer Wertminderung nach IAS 36.12 ergeben und die Kriterien des IAS 36.7-36.17 erfüllt sind. Eine Ausnahme gilt dabei für den erworbenen Goodwill und nicht nutzungsbereite immaterielle Vermögenswerte mit unbestimmter Nutzungsdauer. Hier ist ein jährlicher Werthaltigkeitstest vorgesehen.
Bei den IFRS for SMEs gelten ähnliche Regeln. Diese sind jedoch teilweise vereinfacht. So ist ein Werthaltigkeitstest nur durchzuführen, wenn die einschlägigen Indikatoren darauf hindeuten.